# Mike White (cineasta)
Michael Christopher White, noto come Mike White (Pasadena, 28 giugno 1970), è un attore, sceneggiatore, regista, produttore cinematografico e televisivo statunitense.

## Biografia
White è nato a Pasadena, California, dove ha frequentato la Polytechnic School e la Wesleyan University. Figlio di Lyla Lee (nata Loehr) e del reverendo Mel White (James Melville White), che è un ex speechwriter e ghostwriter per figure religiose come Jerry Falwell e Billy Graham, i suoi genitori divorziarono quando aveva 16 anni. White è apertamente bisessuale. Suo padre Mel si è dichiarato gay, facendo coming out nel 1994.

### Carriera
Inizia la sua carriera come produttore e sceneggiatore per le serie televisive Dawson's Creek e Freaks and Geeks. Nel 2000 è interprete e sceneggiatore del film Chuck & Buck, che ha vinto il premio John Cassavetes agli Independent Spirit Awards 2001 e ha fatto ottenere a White le candidature come "miglior sceneggiatura" e "miglior performance di debutto". 
Nel corso degli anni ha scritto e recitato nei film Orange County, The Good Girl e School of Rock. Per School of Rock, White ha scritto la sceneggiatura appositamente per Jack Black, con cui ha in seguito collaborato in Super Nacho. White e Black hanno fondato una società di produzione chiamata "Black and White", che ha chiuso nel 2006.
Nel 2007 debutta alla regia con Year of the Dog, presentato al Sundance Film Festival 2007 e basato su una sua sceneggiatura autobiografica. White è vegano e sostenitore dei diritti degli animali e ha ricevuto un premio dal gruppo animalista PETA per il suo film Year of the Dog. È la terza sceneggiatura di White ad essere candidata per la miglior sceneggiatura agli Independent Spirit Awards, premio vinto nel 2003 per The Good Girl.
Nel 2009 è stato membro della giuria US Dramatic al Sundance Film Festival. Nello stesso anno partecipa come concorrente, assieme al padre Mel, alla 14ª edizione di The Amazing Race. La coppia padre e figlio è stata eliminata nella tappa di Phuket, in Thailandia, classificandosi al sesto posto. Padre e figlio sono tornati a gareggiare nella 18ª edizione chiamata The Amazing Race: Unfinished Business, venendo eliminati nella tappa di Tokyo, Giappone.
Nel 2011 è co-creatore, assieme a Laura Dern, sceneggiatore, produttore ed interprete della serie televisiva Enlightened - La nuova me, andata in onda per due stagioni sul canale via cavo HBO. In passato, White aveva già creato due serie televisive; la sit-com Cracking Up e la soap opera Pasadena, entrambe cancellate dopo una sola stagione.
Dal 2021 White è l'ideatore, regista e sceneggiatore della serie commedia drammatica The White Lotus di HBO.

## Filmografia

### Attore

#### Cinema
- Star Maps, regia di Miguel Arteta (1997)
- Chuck & Buck, regia di Miguel Arteta (2000)
- Orange County, regia di Jake Kasdan (2002)
- The Good Girl, regia di Miguel Arteta (2002)
- School of Rock, regia di Richard Linklater (2003)
- La donna perfetta (The Stepford Wives), regia di Frank Oz (2004)
- Welcome to California, regia di Susan Traylor (2005)
- Mamma ho perso il lavoro (Smother), regia di Vince Di Meglio (2007)
- Gentlemen Broncos, regia di Jared Hess (2009)
- Benvenuti a Zombieland (Zombieland), regia di Ruben Fleischer (2009)
- Ride  - Ricomincio da me (Ride), regia di Helen Hunt (2014)
- Una notte da matricole (The D Train), regia di Andrew Mogel e Jarrad Paul (2015)

#### Televisione
- Freaks and Geeks – serie TV, 1 episodio (2000)
- Undeclared – serie TV, 1 episodio (2001)
- Pushing Daisies – serie TV, 1 episodio (2007)
- Enlightened - La nuova me (Enlightened) – serie TV, 15 episodi (2011-2013)
- Mamma Dallas – film TV, regia di Mike White (2016)

### Sceneggiatore

#### Cinema
- Dead Man on Campus, regia di Alan Cohn (1998)
- Chuck & Buck, regia di Miguel Arteta (2000)
- Orange County, regia di Jake Kasdan (2002)
- The Good Girl, regia di Miguel Arteta (2002)
- School of Rock, regia di Richard Linklater (2003)
- Super Nacho (Nacho Libre), regia di Jared Hess (2006)
- Year of the Dog, regia di Mike White (2007)
- Beatriz at Dinner, regia di Miguel Arteta (2017)
- Emoji - Accendi le emozioni (The Emoji Movie), regia di Tony Leondis (2017)
- Brad's Status, regia di Mike White (2017)
- L'unico e insuperabile Ivan (The One and Only Ivan), regia di Thea Sharrock (2020)
- Prendi il volo (Migration), regia di Benjamin Renner (2023)
- Cattivissimo me 4 (Despicable Me 4), regia di Chris Renaud (2024)

#### Televisione
- Dawson's Creek – serie TV, 9 episodi (1998-1999)
- Freaks and Geeks – serie TV, 3 episodi (2000)
- Pasadena – serie TV, 13 episodi (2001-2002)
- Cracking Up – serie TV, 12 episodi (2004)
- Enlightened - La nuova me (Enlightened) – serie TV, 18 episodi (2011-2013)
- Mamma Dallas – film TV, regia di Mike White (2016)
- The White Lotus – serie TV (2021-in corso)

### Regista

#### Cinema
- Year of the Dog (2007)
- Brad's Status (2017)

#### Televisione
- Enlightened - La nuova me (Enlightened) – serie TV, 6 episodi (2011-2013)
- Mamma Dallas – film TV (2016)
- The White Lotus – serie TV (2021-in corso)

### Produttore

#### Cinema
- Super Nacho (Nacho Libre), regia di Jared Hess (2006)
- Year of the Dog, regia di Mike White (2007)
- Gentlemen Broncos, regia di Jared Hess (2009)
- Magic Magic, regia di Sebastián Silva (2013)
- Una notte da matricole (The D Train), regia di Andrew Mogel e Jarrad Paul (2015)

#### Televisione
- Dawson's Creek – serie TV, 22 episodi (1998-1999)
- Freaks and Geeks – serie TV, 17 episodi (1999-2000)
- Pasadena – serie TV, 13 episodi (2001-2002)
- Cracking Up – serie TV, 12 episodi (2004)
- Enlightened - La nuova me (Enlightened) – serie TV, 18 episodi (2011-2013)
- Mamma Dallas – film TV, regia di Mike White (2016)
- The White Lotus – serie TV (2021-in corso)

### Doppiatore
- L'unico e insuperabile Ivan (The One and Only Ivan), regia di Thea Sharrock (2020)

## Riconoscimenti
- Festival del cinema americano di Deauville
  - 2020 – Miglior interpretazione maschile per Chuck & Buck
- Seattle International Film Festival
  - 2020 – Miglior sceneggiatore per Chuck & Buck
- Independent Spirit Awards
  - 2001 – Premio John Cassavetes per Chuck & Buck
  - 2003 – Miglior sceneggiatura per The Good Girl
- Las Vegas Film Critics Society Awards
  - 2003 – Miglior canzone a The School of Rock per School of Rock
- Premio Emmy[8][9]
  - 2022 – Miglior regia per una miniserie, serie antologica o film TV
  - 2022 – Miglior sceneggiatura per una miniserie, serie antologica o film TV
  - 2022 – Miglior miniserie a The White Lotus
  - 2023 – Candidatura al miglior regista per una serie drammatica
  - 2023 – Candidatura alla miglior sceneggiatura per una serie drammatica
  - 2023 – Candidatura alla miglior serie drammatica a The White Lotus

## Doppiatori italiani
Nelle versioni in italiano delle opere in cui ha recitato, Mike White è stato doppiato da:
- Alessandro Quarta in La donna perfetta, Enlightened - La nuova me
- Francesco Meoni in Orange County
- Saverio Garbarino in The Good Girl
- Simone D'Andrea in School of Rock
- Paolo Vivio in Mamma ho perso il lavoro
- Gabriele Trentalance in Gentlemen Broncos
- David Chevalier in Benvenuti a Zombieland